# Claire Dinsmore
Claire Allan Dinsmore (nascida em 1961) é uma designer e artista de joalharia americana. Dinsmore nasceu em Princeton, New Jersey em 1961. Começou a sua carreira artística a trabalhar com jóias, passando mais tarde para a net art e hipertexto. O seu trabalho está incluído nas colecções do Museu Smithsoniano de Arte Americana e do Museu de Belas-Artes de Houston.